# Rasterfahndung
Die Rasterfahndung ist ein Verfahren der Massendatenverarbeitung, bei dem automatisiert Informationen aus Fremddatenbeständen mit anderen Datenbeständen abgeglichen werden, um bestimmte Personen zu ermitteln. Dabei werden bestimmte Personengruppen aus öffentlichen oder privaten Datenbanken herausgefiltert, indem man nach Merkmalen sucht, von denen man annimmt, dass sie auf die gesuchte Person zutreffen. Ziel ist es, die Gruppe der zu überprüfenden Personen einzuschränken, da es im Gegensatz zu einer konventionellen Fahndung keine bekannte Zielperson gibt. Die Methode wurde in den 1970er Jahren vom damaligen BKA-Präsidenten Horst Herold zur Verbrechensprävention entwickelt.
Rasterfahndung wurde 1980 zum Wort des Jahres gekürt.

## Geschichte
Die Anfänge der Rasterfahndung in der Bundesrepublik Deutschland gehen zurück auf eine Reihe von Vorträgen und Aufsätzen zur Kriminalgeografie und zur elektronischen Datenverarbeitung bei der Polizei, die Horst Herold Ende der 1960er Jahre präsentierte. Ziel war es, die polizeiliche Ressourcen zur richtigen Zeit an die Orte zu lenken, an denen sie benötigt wurden. Hierbei sollten rechnergestützte Analyseverfahren angewendet werden, die mit kriminalgeografischen Mustern, d. h. Tätertype, Häufigkeit von Verbrechen, Orte hoher Verbrechensraten etc. arbeiteten. Die Polizei sollte damit sowohl geografisch als auch zeitlich flexibler agieren können. Ein Ziel war es hier nicht zuletzt einen „Beitrag zur Transparenz und Nachprüfbarkeit und damit zu Verobjektivierung der Urteilsfindung im Strafprozess“ zu liefern.
Der Amtsantritt von Herold im September 1971 stellte einen radikalen Wechsel der Arbeitstechniken des Bundeskriminalamts (BKA) dar. Zuvor scheiterte das BKA bereits an der fristgerechten Ausschreibung eines gesuchten Verdächtigen innerhalb eines Monats. Der Spiegel beschrieb die damaligen Zustände beim BKA als „Sisyphus-Kampf gegen die tägliche Flut von Fernschreiben und Formularen, Steckbriefen und Statistiken“. Innerhalb der 10 Jahre zwischen 1968 und 1978 wuchs das BKA von einem Jahresetat von 55 Millionen D-Mark und 1100 Mitarbeitern auf ein Jahresetat von 290 Millionen D-Mark und 3500 Mitarbeitern. 1972 führte das BKA das Informationssystem der Polizei (INPOL) ein. Dieses stellt bis heute eine wichtige Säule der polizeilichen Fahndung dar (BKA Webseite). Ein weiteres zentrales System elektronischer Datenverarbeitung stellte das Datensystem für Personen, Institutionen, Objekte und Sachen (PIOS) dar, das 1976 zur Terrorismusbekämpfung realisiert wurde. Hier wurden unter anderem Daten zum Reiseverkehr wie Flugdaten, Grenzübertritte oder Autovermietungen dokumentiert. Das System ermöglichte Recherchen nach bestimmten Mustern wie Alter, Herkunft oder Beruf. Die Suchmaschine stellte einen wichtigen Bestandteil der polizeilichen Ermittlungen dar und sollte kausale Verbindungen zwischen verschiedenen sachlichen Merkmalen herstellen. Wichtig war, dass die Datenverarbeitungssysteme des BKA eine bundesweite Vernetzung der Dienststellen ermöglichte. Die Landeskriminalämter konnten Daten lesen, eintragen, bearbeiten und löschen.
1977 verwaltete die auf Terrorismusbekämpfung spezialisierte Personenidentifikationszentrale 3500 Verdächtige, deren Dossiers mit Fingerabdrücke, Fotos und Handschriftenproben ausgestattet waren. Zwei Jahre später waren bereits 4,7 Millionen Personen, tausende Organisationen und über 2,1 Millionen Fingerabdrücke Verdächtiger elektronisch erfasst.
Sowohl Parteien im linken als auch im rechten politischen Spektrum begannen Ende der 70er Jahre, die Verfahren des BKAs abzulehnen. Im Zuge des Deutschen Herbst 1977 änderte sich die Perspektive der Öffentlichkeit auf die Datenverarbeitung beim BKA dramatisch. Insbesondere die „Beobachtende Fahndung“, ein rechnergestütztes Melde- und Registrierungsverfahren, wurde in der Gesellschaft einem Überwachungsstaat entsprechend wahrgenommen. Dies lässt sich unter anderem auf das Versagen der negativen Rasterfahndung während der Entführung von Hans Martin Schleyer zurückführen. Schleyer selbst kritisierte den damaligen BKA-Chef Herold während seiner Entführung als „unzulänglich“ und betonte, dass sich die Ermittler „nicht nur auf den Computer verlassen“ könnten. Erst später stellte sich heraus, dass während der Ermittlungen ein Meldezettel verloren gegangen war, der auf den Aufenthaltsort von Schleyer und seinen Entführern hingewiesen hatte. Der Aufenthaltsort entsprach eben dem Muster, das das BKA mithilfe der Rasterfahndung entworfen hatte. Die Strategie des BKA scheiterte hier an überlasteten Informationskanälen.
Die Sorge der Bevölkerung vor einem Überwachungsstaat entstand aus einer durch die Fahndung nach der Roten Armee Fraktion (RAF) stark abgewandelten Form der anfänglichen Suchmaschine. Herolds ursprüngliche Gedanken, die er in den 60er Jahren vorgestellt hatte, hatten mit den zuletzt genutzten Verfahren nur noch wenig Übereinstimmung.
Nach den Terroranschlägen des 11. September 2001 wurde die Rasterfahndung zum ersten Mal im präventiv-polizeilichen Bereich angewandt.
Im März 2004 wurden Pläne des deutschen Bundesinnenministers Otto Schily bekannt, die Rasterfahndung EU-weit im Kampf gegen den sogenannten organisierten Terrorismus einzusetzen.
Am 4. April 2006 gab das Bundesverfassungsgericht einer Verfassungsbeschwerde eines marokkanischen Studenten statt, die gegen eine Rasterfahndung aufgrund einer allgemeinen Bedrohungslage im Zusammenhang mit den Ereignissen des 11. September 2001 erhoben worden war. Aufgrund der Entscheidung (Az.: 1 BvR 518/02) wird die Rasterfahndung dahingehend eingeschränkt, dass sie nur im Rahmen „konkreter Gefahr“, etwa für die Sicherheit des Bundes oder eines Landes oder das Leben eines Bürgers, durchgeführt werden darf.

## Aufgaben und Anwendungsprofile
Zunächst werden die Merkmale, die sich aus herkömmlichen Ermittlungen ergeben, zu einem Täterprofil zusammengefasst. Wird beispielsweise gegen die russische Mafia wegen Geldwäsche ermittelt, könnte ein solches Profil folgende Merkmale beinhalten: „Staatsbürger eines GUS-Staates, kein Wohnsitz oder ständiger Aufenthalt in Deutschland, Beteiligung an inländischen Firmen oder Immobilienkauf in Deutschland, hoher Kaufpreis“. Diese Merkmale werden anschließend in entsprechenden Datenbanken abgefragt – im angeführten Beispiel etwa das Melderegister, alle Stellen, die Aufenthaltsgenehmigungen oder Visa erteilen, das Handelsregister und das Grundbuch. Aus den Suchergebnissen werden diejenigen Datensätze zusammengestellt, die alle gesuchten Merkmale aufweisen. Jene Personen, die in diesem „Raster“ hängenbleiben, werden daraufhin gezielt überprüft.
Der Erfolg der Rasterfahndung hängt von der Erstellung des Täterprofils ab. Ist das Profil sehr spezifisch, ohne dass alle Merkmale abgesichert sind, fällt die gesuchte Person möglicherweise durch das Raster. Sind die Merkmale umgekehrt zu allgemein, werden unverhältnismäßig viele Unbeteiligte in den Kreis der zu untersuchenden Personen aufgenommen, was den weiteren Ermittlungsaufwand erhöht.

## Negative Rasterfahndung
Während der 1970er Jahre erschütterten die terroristischen Anschläge der Roten Armee Fraktion (RAF) die Bundesrepublik. Da die Mitglieder dieser Gruppe dadurch auffielen, dass sie gerade keinerlei besondere Merkmale, wie beispielsweise ein markantes Äußeres aufwiesen, wurde die Anwendung einer gewöhnlichen Rasterfahndung stark erschwert. Das BKA entwickelte daraufhin eine neue Fahndungsmethode, basierend auf der zur Rasterfahndung verwendeten Technologie. Diese filtert Daten heraus, die ein vorgegebenes Täterprofil nicht erfüllten und liefert somit eine Liste der für die Ermittlung relevanten verdächtigen Personen oder Objekte. Beispielsweise wurden mögliche Aufenthaltsorte der RAF-Mitglieder ermittelt, indem überprüft wurde, ob die Miete für eine Wohnung über ein Girokonto gezahlt wurde. Das Beziehen von Kindergeld oder das Zulassen eines Autos auf den Wohnungsmieter stellten weitere Ausschlusskriterien dar. Die einzelnen Kriterien wurden dann mit den Datenbanken verschiedener Ämter wie dem Personenmeldeamt oder der Kfz-Zulassungsstelle abgeglichen. Die Liste aller Personen, die den Ausschlusskriterien nicht entsprachen, wurde dann mit der Datenbank des BKA abgeglichen.
Im Jahr 1979 ereignete sich die erste bekannt gewordene erfolgreiche sogenannte „negative Rasterfahndung“ und führte unter anderem zur Festnahme eines gesuchten Terroristen – Horst Herold erläuterte das Vorgehen wenige Jahre später:

„1979 unterhielt die RAF in Frankfurt am Main eine oder mehrere unter Falschnamen angemietete konspirative Wohnungen, die Polizei wußte nur nicht, wo. Da die Terroristen die Stromrechnung nicht von Konto zu Konto bezahlen konnten, war anzunehmen, daß ihre Falschnamen sich in der Gruppe derer befinden müßten, die ihre Stromrechnung bar bezahlen. Dies waren seinerzeit etwa 18000. Wie kann man die gesuchten Falschnamen der Terroristen aus einer solchen Menge herausfinden? Die Antwort ist einfach: indem man alle legalen Namensträger so lange aus der Menge der barzahlenden Stromkunden herauslöscht, bis nur noch die Träger von Falschnamen übriggeblieben sein können. Sonach wurden aus dem richterlich beschlagnahmten Magnetband aller barzahlenden Stromkunden alle Personen herausgelöscht, deren Namen als legale Namen feststanden: die gemeldeten Einwohner, die Kfz-Halter, die Rentner, die Bafög-Bezieher, die im Grundbuch verzeichneten Eigentümer, die Brandversicherten, die gesetzlich Krankenversicherten und so weiter – jede Datei mit Legalnamen kann als ‚Radiergummi‘ dienen. Erst dann, wenn anzunehmen ist, daß alle Legaldaten herausgelöscht sein könnten, wird der Restbestand des Magnetbandes ausgedruckt. Im Falle Frankfurt fanden sich am Ende der allerdings auch manuell unterstützten Prozedur nur noch zwei Falschnamen: der eines Rauschgifthändlers und der des gesuchten Terroristen Heißler, der in seiner dadurch ermittelten konspirativen Wohnung kurz darauf festgenommen wurde.“

## Rechtsgrundlagen
Die Rasterfahndung ist in den deutschen Ländern eine polizeirechtliche Maßnahme zur Abwehr einer konkreten Gefahr für hochrangige Schutzgüter. Die – inhaltlich unterschiedlichen – Vorschriften sind:
- Baden-Württemberg: § 48 PolG,
- Bayern: Art. 46 PAG,
- Berlin: § 47 ASOG,
- Brandenburg: § 46 PolG,
- Bremen: § 36i PolG,
- Hamburg: § 23 GesDatVPol,
- Hessen: § 26 HSOG,
- Mecklenburg-Vorpommern: § 44 SOG,
- Niedersachsen: § 37a NPOG
- Nordrhein-Westfalen: § 31 PolG (Gegenstand der zitierten Entscheidung des Bundesverfassungsgerichts),
- Rheinland-Pfalz: § 44 POG,
- Saarland: § 37 PolG,
- Sachsen: § 62 SächsPVDG,
- Sachsen-Anhalt: § 31 SOG,
- Schleswig-Holstein: § 195a LVwG,
- Thüringen: § 44 PAG.

Daneben ist die Rasterfahndung seit 1992 auch ein in § 98a StPO gesetzlich geregeltes Mittel der Strafverfolgung. Soweit das Bundeskriminalamt als Koordinierungsstelle in die Strafverfolgung einbezogen ist, greift ergänzend als Befugnisnorm § 28 BKAG ein.

## Rasterfahndung in Österreich
Die Geschichte der Rasterfahndung in Österreich ist vergleichsweise kurz. Am 1. Oktober 1997 trat ein Gesetz in Kraft, welches die damals umstrittene Rasterfahndung zuließ. Auslöser war die Suche nach dem Briefbombenattentäter, der in den Jahren zuvor Anschläge in Österreich durchgeführt hatte. Der Attentäter Franz Fuchs wurde dann jedoch ohne Einsatz der Rasterfahndung eher zufällig am Tag des Inkrafttretens des Gesetzes verhaftet. Die Furcht von Fuchs vor der Rasterfahndung dürfte jedoch zu seiner Nervosität am Tage seiner Verhaftung, die dann zu auffälligem Verhalten führte, beigetragen haben.
Laut Österreichischem Justizministerium wurde die Rasterfahndung seit ihrer Einführung allerdings niemals angewendet. Es gab dafür weder seitens der Polizei noch der Staatsanwaltschaft je einen Antrag, dennoch wurde die Ausweitung der Befugnisse in Richtung Online-Durchsuchung bzw. Online-Überwachung beschlossen.

## Kritik
Als problematisch wird bei dieser Technik insbesondere gesehen, dass alle erfassten Personen, auf die bestimmte Merkmale (zum Beispiel: Schuhgröße, Geschlecht, Nationalität) zutreffen, zunächst verdächtigt werden. In Verbindung mit entsprechenden Maßnahmen gegen diesen Personenkreis kann dies als ein latenter Verstoß gegen das Diskriminierungsverbot gewertet werden. Die Verknüpfung von Daten verschiedener Herkunft wird hinsichtlich des Grundrechts auf informationelle Selbstbestimmung ebenfalls oft als problematisch gesehen, da mittels computergestützter Algorithmen Daten so interpretiert werden können, dass zusätzliche Informationen generiert werden.
Im April 2004 wurde bekannt, dass nach der Auswertung von etwa 8,3 Millionen Datensätzen in Deutschland nur ein einziges Ermittlungsverfahren eingeleitet worden ist. Dieses wurde aber wieder eingestellt. Kritiker der Rasterfahndung fühlen sich bestätigt und sehen die Rasterfahndung als gescheitert an. Dieser Kritik schlossen sich auch die Teilnehmer am 14. Deutschen Verwaltungsrichtertag Anfang Mai 2004 in Bremen an. Insbesondere verlangten die Richter nach einer zeitlichen Befristung von Sicherheitsgesetzen, da diese generell eine Einschränkung von Grundrechten nach sich ziehen könnten und deshalb ständiger Überprüfung bedürften.
Bei einer Demonstration gegen Nazis in der Dresdener Südvorstadt wurden im Februar 2011 mindestens 4,5 Stunden lang sämtliche Mobilfunk-Verbindungsdaten großräumig im Bereich der Demonstration erfasst. Unter den Teilnehmern waren auch Anwälte, Journalisten sowie Abgeordnete des Bundestages und mehrerer Landtage. Die Rasterfahndung wurde zur Unterstützung von Ermittlungen in Fällen des Landfriedensbruchs gerichtlich genehmigt. Ein Teil der Daten wurde anschließend zweckentfremdet und für andere Ermittlungen in Zusammenhang mit der Demonstration genutzt. Nach Bekanntwerden des Vorfalls durch Recherche der taz verbot die Staatsanwaltschaft Dresden die weitere Verwendung der Daten für Ermittlungen, die nicht mit dem Tatbestand des Landfriedensbruchs in Zusammenhang stehen. Es ist umstritten, ob die Maßnahmen dem Verhältnismäßigkeitsprinzip entsprachen.